# Edmund Beaufort, 1. Duke of Somerset

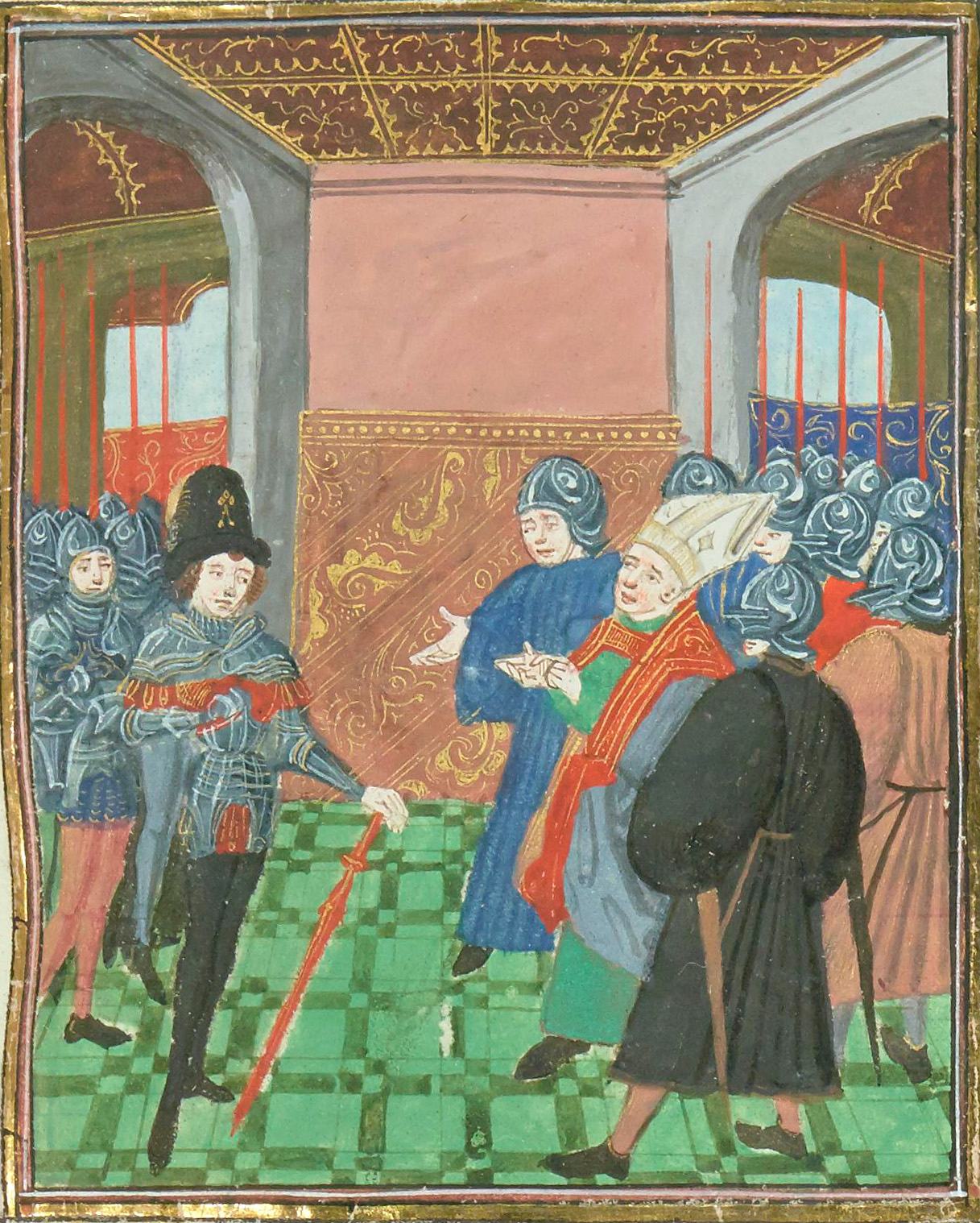
Edmond Beaufort in Verhandlung mit einer Gesandtschaft in Rouen

Wappen des Edmund Beaufort

Edmund Beaufort, 1. Duke of Somerset KG (* um 1406; † 22. Mai 1455 bei St Albans, Hertfordshire, England) war ein englischer Adeliger und eine bedeutende Figur in den Rosenkriegen und im Hundertjährigen Krieg. Er war Lieutenant von Frankreich, Constable von England und kämpfte auf der Seite des Hauses Lancaster in der Ersten Schlacht von St Albans, in der er auch den Tod fand.

## Leben
Edmund war ein jüngerer Sohn von John Beaufort, 1. Earl of Somerset und ein Enkel von John of Gaunt, 1. Duke of Lancaster. Er war 1432 einer der Vertreter auf dem Basler Konzil und wurde 1435 Graf von Mortain in der Normandie.
1436 nahm er an der Entsetzung von Calais teil und kommandierte zwei Jahre später mit einigem Erfolg in Maine. 1440 eroberte er Harfleur zurück und wurde dafür zum Ritter des Hosenbandordens ernannt. Im nächsten Jahr wurde er zum Earl of Dorset und am 24. Juni 1443 zum Marquess of Dorset erhoben. Nach dem Tode seines Bruders John folgte er diesem als 4. Earl of Somerset nach. Am 31. März 1448 wurde ihm der Titel Duke of Somerset verliehen, den vorher schon sein Bruder John (1404–1444) getragen hatte. Aus diesem Grund wird Edmund teils als 2. Duke gezählt, obwohl das nicht korrekt ist, denn er war nicht der Erbe seines Bruders, sondern das Dukedom wurde für ihn neu errichtet.
Als Haupt der Beaufort-Partei war er der Rivale von Richard Plantagenet, 3. Duke of York, den er 1446 als Lieutenant (Statthalter) von Frankreich ablöste. Allerdings mangelte es Beaufort an staatsmännischem Geschick, und er war deshalb nicht in der Lage, die Erfolge der Franzosen zu stoppen. Der Verlust Rouens und der Normandie während der nächsten Jahre wurde durch seine Inkompetenz verursacht, und sein Versagen machte ihn zur Zielscheibe für verbale Angriffe der Yorkisten. So verlor er auch die Grafschaft Mortain 1449 an die Franzosen. Nach dem Sturz Suffolks übernahm Beaufort dessen Posten als Erster Minister des Königs und das Parlament forderte im Januar 1451 vergeblich seine Ablösung.
Trotz der aktiven Gegnerschaft der Yorks konnte er seine Position, nicht zuletzt wegen seiner guten Beziehungen zu Königin Margarete, halten, bis sein Rivale Richard wegen der Regierungsunfähigkeit Heinrichs VI. im März 1454 zum Lord Protector ernannt wurde. Er wurde gefangen genommen und verbrachte – ohne Gerichtsverfahren – ein Jahr im Tower of London. Nach der Genesung des Königs wurde er ehrenhaft entlassen und wieder in sein Amt als Captain von Calais eingesetzt. Den Argwohn gegen Beaufort nahmen die Yorks als Vorwand, die Waffen zu erheben. Die Rivalität der beiden Männer wurde durch die Niederlage des Hauses Lancaster und Somersets Tod in der Schlacht von St. Albans 1455 beendet.
Obwohl er ein loyaler Mann war, mangelte es Beaufort an Führungsfähigkeiten. Es war ein Unglück für Heinrich VI., dass die Umstände ihn zwangen, einen so schwachen Mann zu seinem Ersten Minister zu machen. Thomas Basin, der französische Chronist, schildert Beaufort als gutaussehend, zuvorkommend und liebenswürdig.
Mit seiner Frau Eleanor, Tochter und Mit-Erbin von Richard de Beauchamp, 13. Earl of Warwick, die er zwischen 1431 und 1435 heimlich geheiratet hatte, hatte er folgende Kinder:
- Eleanor, ⚭ (1) James Butler, 5. Earl of Ormonde, ⚭ (2) Sir Robert Spencer
- Elizabeth († um 1492)
- Mary (* 1431/55)
- Henry Beaufort, 2. Duke of Somerset (1436–1464)
- Margaret Beaufort (1427–1474), ⚭ (1) Humphrey Stafford, Earl of Stafford, ⚭ (2) Sir Richard Darell
- Edmund Beaufort, 3. Duke of Somerset (1439–1471)
- Anne Beaufort (um 1453–um 1496)
- John Beaufort, Earl of Dorset (um 1455–1471)
- Joan Beaufort (um 1455–1518)
- Thomas Beaufort (um 1455–um 1463)

Seine beiden Söhne, Henry Beaufort, 3. Duke of Somerset, und Edmund Beaufort, 4. Duke of Somerset, wurden nach den Schlachten von Hexham und Tewkesbury auf Befehl Edwards IV. hingerichtet. Mit der Hinrichtung des letzteren, Edmund, erlosch das Haus Beaufort.

## Weblink
- Edmund Beaufort, 1st Duke of Somerset auf thepeerage.com, abgerufen am 26. Juli 2015.